# Jordi Figueras i Montel
Jordi Figueras i Montel (Lleida, 16 de maig de 1987) és un futbolista català que juga com a defensa central a l'Algeciras CF.

## Carrera professional
Nascut a Lleida, Catalunya, Figueras va tenir una experiència curta al Reial Madrid, on només va jugar al Reial Madrid C i hi va arribar als 18 anys provinent del seu club natal, la UE Lleida. Després va fitxar pel filial del Celta de Vigo.
La temporada 2009–10, Figueras es va en titular del primer equip del Celta, a Segona Divisió. No obstant això, el 17 de febrer de 2010 va ser venut al FK Rubin Kazan rus per 850.000 €.
Figueras va tornar a Espanya la 2010–11, sent cedit al Reial Valladolid de Segona Divisió. L'estiu de 2011, es va incorporar cedit al Rayo Vallecano per una temporada.
Figueras va debutar a la Primera Divisió espanyola el 28 d'agost de 2011, en un empat per 1-1 contra l'Athletic Club. Va jugar els 90 minuts complets en tots els partits de la primera part de la temporada, però, el 19 de gener de 2012, va fitxar pel Club Brugge a la Lliga belga.
Figueras va tornar a Espanya el gener del 2013 cedit al Rayo i, posteriorment, es va incorporar al Reial Betis. Va marcar un gol en 25 partits en la seva primera temporada al club, que va finalitzar amb descens a Segona Divisió. La temporada següent, després de ser titular en 39 partits, van aconseguir l'ascens com a campions.
El 28 de juliol de 2016, després d'una breu estada a l'Eskişehirspor turc, Figueras va firmar un contracte de dos anys amb el club alemany Karlsruher SC. Va passar per la Superlliga Índia, fitxant per l'ATK el 9 de setembre de 2017, i sent nomenat capità de l'equip després d'una lesió de Robbie Keane.
El 22 de juny de 2018, Figueras va tornar a Espanya i va fitxar pel Racing de Santander durant tres anys.